# BMW・02シリーズ
BMW・02シリーズ (BMW Série 02) は、ドイツ（当時は西ドイツ）の自動車メーカーBMWが1966年から1977年にかけて製造、販売していた2ドアセダン。日本では「マルニ」の通称で知られる。

## 概要
1962年に発表された4ドアセダンの1500シリーズ（ノイエ・クラッセ）は購買層に絶大な支持を受け、排気量をアップしたりボディデザインを変更するなどして数々の派生モデルを生み出してきた。また排気量を1,800ccにアップした1800TIなどでは、当時のヨーロッパツーリングカー選手権でタイトルを獲得していた。
ノイエ・クラッセは欧州だけでなく北米市場でも好評のうちに受け入れられたが、北米の販売代理店からは「よりスポーティさを強調する意味でも2ドアモデルが必要だ」との声が多く寄せられた。当時の北米市場ではジャガー・Eタイプに代表されるイギリス製の2ドアスポーツカーが好調な販売実績を挙げており、販売競争上、2ドアモデルの投入は必要不可欠なものと考えられていた。この要望に応える形で、1966年のジュネーヴ・モーターショーで発表されたのが02シリーズである。
当初は1,600cc版の1600-2（後の1602）からスタートし、最も多く生産された2,000cc版の2002、中間にあたる1,800cc版の1802、モデル末期に生産された1,600cc廉価版の1502の各バリエーションが展開された。
初期型のデザインは、二灯式のヘッドランプとキドニーグリルを配したフロントマスク、丸型のテールランプによって柔和な印象を与える。1973年秋に登場した後期型は、キドニーグリル周りがブラックアウトされ、テールランプが角型となった。
1975年、後継となる3シリーズへバトンタッチし、1502を除く全モデルの生産が終了。1502のみは1977年6月まで生産が継続された。

## 歴史

### 1600-2/1602

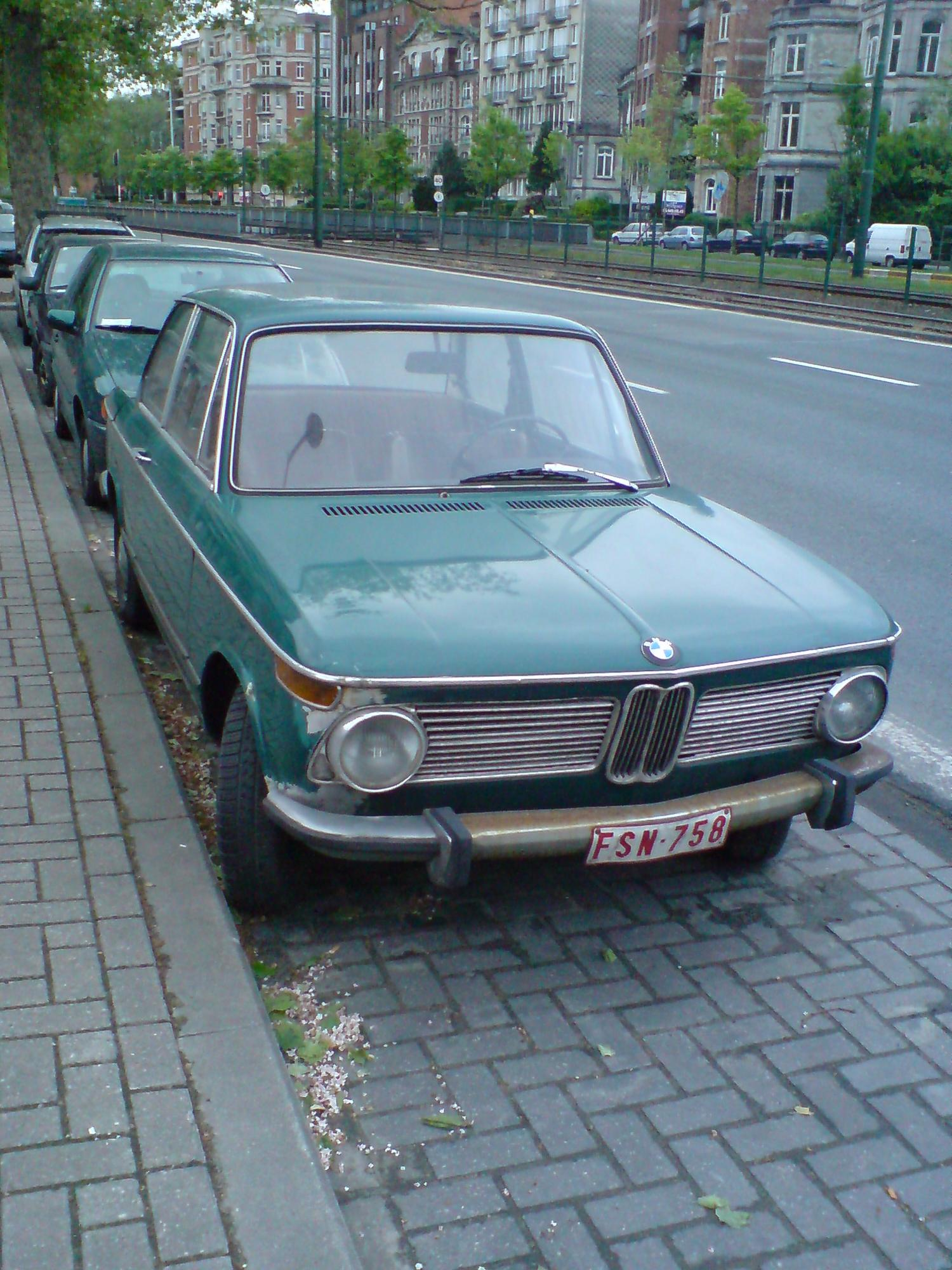
BMW1602

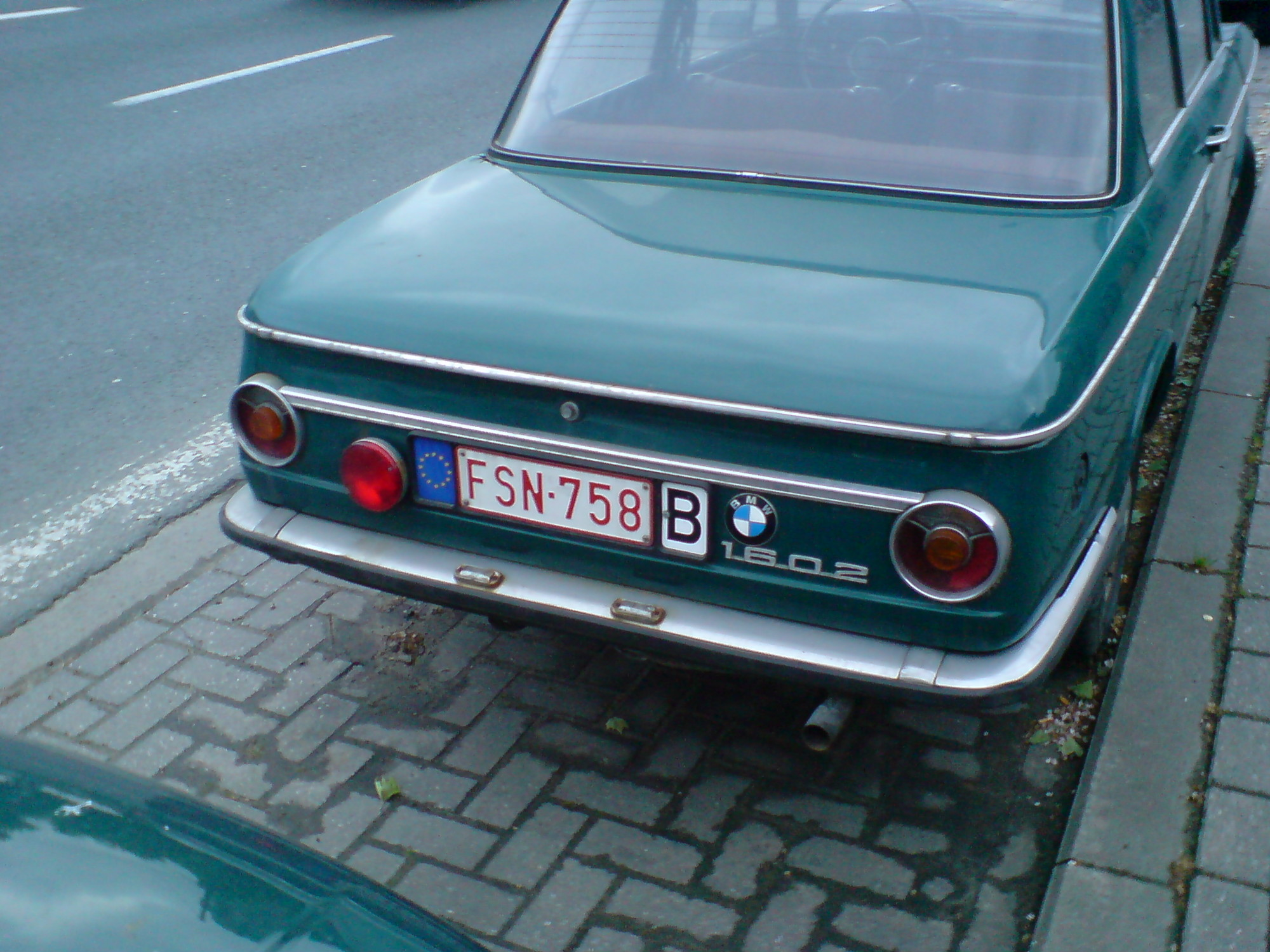
BMW1602

1966年ジュネーブショーでデビューした1600-2は、4ドアモデルである1500のデザインテーマをそのまま受けつぎ、ホイールベースを50mm短縮させたひとまわり小さい2ドアモデルとして誕生した。ホイールベースを2,500mmとしたことで、ボディサイズとしては、4ドア版の1600より長さで300mm、幅で120mm小さくなり、全長4,230mm×全幅1,590mm×全高1,410mmとなった。車両重量も130kg軽い940kgであった。
エンジンは、1600に採用されていた水冷直列4気筒SOHCを流用している。これは、ボア×ストローク：84.0×71.0mmの排気量1,673ccで、圧縮比を8.6:1とし、38PDSIのソレックス・キャブレターを1基搭載することで、最高出力85英馬力/5,700rpm、最高トルク12.5kg-m/3,000rpmを発生させている。これに4速MTを組み合わせて、最高速は162km/hと発表されていた。
シャシーに関しては、サスペンションがフロントはマクファーソン・スラット+コイル、リアはセミ・トレーリングアーム+コイルによる4輪独立懸架式となっており、ブレーキは、フロントがΦ240のディスク・ブレーキ、リアがΦ200のドラム・ブレーキでサーヴォ・アシストを装備している。ステアリングは、ロック・トゥ・ロック/3.75回転のノン・アシスト式ウォーム&ローラーである。タイヤ・ホイールのサイズは、デビュー当時は4.5J×13+5.60B-13が標準装備となっていた。
マイナーチェンジとしては、デビュー当初は6V77AH/250Wのダイナモであったものを1967年9月に12V36AH/490Wのオルタネーターに変更され、タイヤも1970年から165SRに変更された。
1967年にはバリエーションとして、バウア社によるフル・オープン4シーターの1600-2カブリオレと、エンジン排気量はそのままで圧縮比を9.5:1にアップさせ、40PHHのソレックス・キャブレターを2基組み合わせることで105英馬力/6,000rpm、13,4kg-m/4,500rpmを発生する1600-2TIを追加した。1600-2TIには5速MTが組み合わせられる。
なお当時、すでにイタリアのアルファロメオが、車名に「ジュリアTI」と「TI」を冠していた事を気づかずに販売してしまっていた。しかし、後にこの事をアルファロメオに確認を取ったところ、快く「TI」を使うことを許されている。

### 1802
1971年、4ドア版1800のエンジンを積んだ2ドアモデルとして1802が登場した。ボディサイズは1602と同じく全長4,230mm×全幅1,590mm×全高1,410mmで、ホイールベースも同様に2,500mmであったが、車両重量は1800より150kgも軽い980kgであった。
エンジンは1800のエンジンを流用し、ボア×ストローク89.0×71.0mmで排気量1,766cc、圧縮比を8.6:1として、38PDSIのソレックス・キャブレターを1基搭載することで、最高出力90英馬力/5,250rpm、最大トルク14.6kg-m/3,000rpmを発生させていた。これに4速MTを組み合わせて、最高速は167km/hと発表されていた。またオプションで5速MTも用意された。
サスペンションは、1602と同様にフロントがマクファーソン・スラット+コイル、リアがセミ・トレーリングアーム+コイルによる4輪独立懸架式、ブレーキはサーヴォ・アシスト付きのΦ240フロント・ディスクブレーキとφ200mmリア・ドラム・ブレーキを装備し、ステアリングはロック・トゥ・ロック/3.75回転のノン・アシスト式ウォーム&ローラーであるが、タイヤ・ホイールは当初から4.5J×13+165SR13が装備されていた。
マイナーチェンジとしては、1973年にフロントグリル周りとテールランプに大幅な変更をした、いわゆる後期型の角テール・モデルへと移行した。エンジンやシャシ等の基本的なスペックに変更はないが、ホイールが5J×13へ変更されている。
1974年には、イスラエル向けのプロダクション・モデルとして、ZF製の3速ATを搭載した1802Aもわずか100台だが生産されている。
ボディバリエーションとしては、ファストバックモデルの1802ツーリングがある。

### 2002

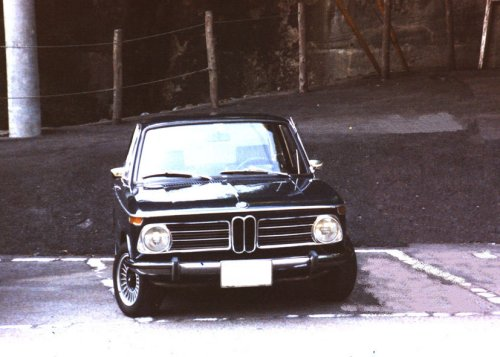
BMW2002A(1971年型)

1968年、4ドア版2000のエンジンを搭載した2ドアモデルとして2002が登場した。
エンジンスペックはボア×ストローク：89.0×80.0mm、1,990ccの水冷直列4気筒SOHCで、圧縮比が8.5:1、M/T車には40PDSIのソレックスキャブレターが1基、A/T車のキャブレターには、バイメタル式オートマチック・チョークが付いており、前期型では1バレルのソレックス40PDSITが、それ以降では2バレルのソレックス32/32DIDTAが1基搭載されていたが、出力等はどちらも同じく100英馬力/5,500rpm、16.0kg-m/3,500rpmを発生させていた。
シャシーは基本的に1600-2のものを踏襲していたが、リア・ブレーキはφ230mmのドラムブレーキに変更されている。トランスミッションは4速MTのほか、ZF製の3速ATも標準で用意されていた。出力としては1600-2TIよりも低かったが、全域でトルクフルなエンジンとなり、最高速は4速MT車で173km/h、3速AT車で169km/hに達した。
ボディサイズは1600-2と同じく、全長4,230mm×全幅1,590mm×全高1,410mmで車両重量は990kgであったが、北米向けモデルは全長4,470mmとなっており、同時に車両重量も1,088kgとなっている。また、A/T車はM/T車よりも20kg重い1,010kgとなる。
ボディバリエーションとしては、バウア社によるオープントップ・モデルとして2002カブリオレがある。当初の200台は1600-2カブリオレと同じフルオープンタイプであったが、ボディ剛性を上げるためにタルガトップタイプになった。 もう一つのタイプとして、ファストバック・モデルの2000ツーリングがある。
1973年、2002はフロントグリル周りとテールランプに大幅な変更を加えた角テール・モデルに移行するが、2000/2002ツーリングは丸テールのままであった。

### 2002ti

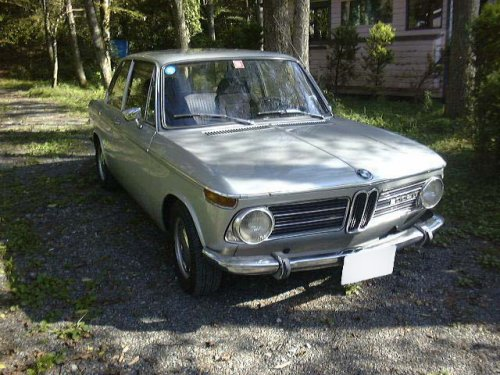
BMW2002ti(1971年型)

2002の発表と同時に、1600-2TIと同様のチューンアップを施した2002tiも発表されている。ボア×ストロークはそのままに、1,990ccの排気量の圧縮比を9.3:1に高め、ソレックスの40PHHキャブレターを2基装着することで、120英馬力/5,500rpm、17.0kg-m/3,600rpmとした。動力性能の向上とともに、フロントディスクブレーキのディスク径をφ256mmとしている。トランスミッションはフロアシフトの4速MTと5速MTが用意されており、最高速は185km/hである。製造販売が1968年から1971年の間であるため、ボディデザインは丸テールタイプしか存在しない。

### 2002tii

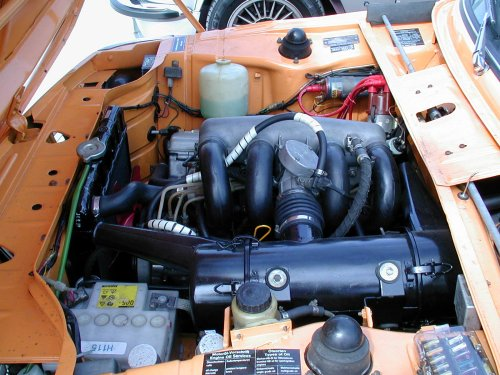
Kügelfisherインジェクションエンジン

ツーリングカー選手権にてエンジンチューンの技術を蓄えてきたBMWは、2002にKügelfischer製の機械式インジェクションを採用し、1971年に2002tiiとして発表した。
これは、エンジンの圧縮比をBMW2002tiの9.3:1から9.5:1に変更しており、130英馬力/5,800rpm、18.1kg-m/4,500rpmとなっている。ギアボックスは2002tiと同様に4速MTと5速MTが用意されていたが、4速MTはギアレシオが変更され、最高速は190km/hへと向上している。
こちらにもボディバリエーションとして、ファストバック・モデルの2002tiiツーリングが存在するが、リアハッチの関係上、最後まで丸テール・モデルだけであった。
エンジンタイプも前期タイプはM10/121といい、インテークマニフォールドがプラスチック製であるが、後期タイプのエンジンはM10/E12といい、インテークマニフォールドがアルミ鋳造品に変更されている。

### 2002ターボ

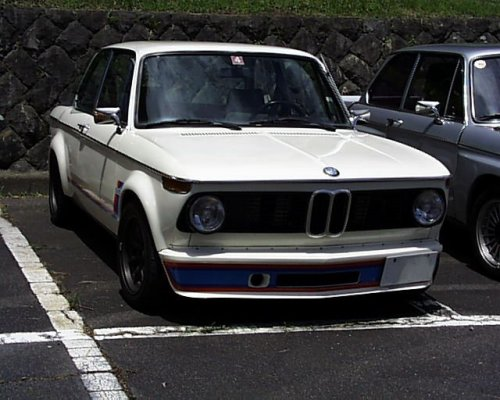
2002ターボ(1973年型)

1973年発表。ボア×ストローク89.0×80.0mmで総排気量1,990ccの水冷直列4気筒SOHCエンジンを搭載し、圧縮比を6.9：1に低め、クーゲルフィッシャー製の機械式インジェクションと独KKK社（Kühnle Kopp und Kausch）製のBLDターボチャージャーを装着することで、170hp/5,800rpm、24.5kg-m/4,000rpmを発生する。
トランスミッションは4速MTと5速MTが用意されており、最高速は211km/hと、3.0CSと同等の数値を記録した。
車体側は、ホイールサイズを5.5J×13、タイヤサイズは185/70HR13を採用し、前後トレッドは1,375mm/1,362mmに拡げられた。また、ブレーキはフロントのディスクがΦ256のベンチレーテッドディスクにグレードアップされ、リアのドラムがΦ250へと拡大された。
エクステリアでは、フロントバンパーを廃してエアスポイラーを装備し、そこには逆さ文字で「TURBO」と書かれたステッカーが貼られていた。これが前を走るクルマのルームミラーに映し出されることで、前走車のドライバーにプレッシャーを与えていたと言われる。前後フェンダーにはリベット止めのオーバーフェンダーが、トランクフードにはラバー製のリアスポイラーが装着された。なお、このリベット止めの前後オーバーフェンダーは、日本では当時の運輸省で認可が下りずにパテ埋めされた。
BMWとしては出力アップと共に、省燃費をも両立させる技術として発表した世界初のターボチャージャーを搭載した市販車であったが、実際には電子制御もされていない機械式インジェクションシステムのうえ、インタークーラーも付いていなかったため、省燃費エンジンとは程遠く、第一次オイルショックの影響もあって1,672台で生産終了となった。

### 1502
1973年に起こった第一次オイルショックは、ターボモデルまで投入して高機能・ハイスペックを追求してきた2002シリーズにおいて、一定の役割を終えさせることになった。2ドアセダンは3シリーズへ移行することになったが、2002よりも大幅に車両価格が上昇したため、1975年から02シリーズに1,600ccのエンジンを載せることで廉価版として続投させることになった。
ボア×ストローク：84.0×71.0mm、1,573ccと排気量はBMW1602と同じであるが、圧縮比を8.0:1に下げ、38PDSIのソレックスキャブレターを1基とすることで、最高出力を80英馬力/5,800rpmへ、最高トルクを12.0kg-m/3,700rpmへとチューンダウンしたエンジンを載せていた。これは、省燃費と共に叫ばれだした排出ガス規制に対処したものでもあった。

## モータースポーツ

### ラリー競技
1971年にラリー部門を設置。レース部門のワークス・ファクトリーチームをラリーへ送り出すこととなり、2.0Lエンジンである2002が選ばれる。
1960年代も活動そのものは1800ti、1602を投入するも、出力不足を反省面としていたため、この選出となった。2002のドライバーには、アキム・バルムボルト、ラウノ・アルトーネン、トニー・フォール、ソビエブラフ・ザサダを起用。1973年、バルムボルトによるオーストラリア・アルペン・ラリーでの優勝をはじめ、コ・ドライバーであるジャン・トッドとともに好成績をもたらしていく。
1974年、1973年秋頃からの第四次中東戦争含むオイルショックによりラリーも各地での開催自粛が目立つようになるとBMWは惜しくもラリーから撤退。その後のM1へと繋げていく手筈は途絶え、レース活動に専念していく。